# Trump Palace Condominiums
Trump Palace Condominiums is een wolkenkrabber in New York, Verenigde Staten. Het gebouw staat op 200 East 69th Street en werd in 1991 opgeleverd.

## Ontwerp
Trump Palace Condominiums is 189,89 meter hoog en telt 54 verdiepingen. Het is door Frank Williams & Associates in postmodernistische stijl ontworpen en is bekleed met geel-oranje bakstenen.
Op de bovenste verdiepingen van de toren vindt men 1 woning op iedere verdieping. In totaal bevat het gebouw 285 appartementen, waarvan 2/3 in de toren te vinden is en de rest in twee lagere, aangrenzende gebouwen van 8 en 9 verdiepingen. Verder bevat het gebouw een parkeergarage en een fitnesscentrum.